# Microbiotheriidae
Los microbiotéridos (Microbiotheriidae) son la única familia actual del orden Microbiotheria que, hasta hace relativamente poco tiempo, se creía extinto. Incluye tres especies vivientes agrupadas en un género, Dromiciops, aunque se conocen otras especies en estado fósil. Son los marsupiales americanos más próximos a los existentes en Australia ya que se trata de una reinvasión de marsupiales a las tierras de Gondwana que acabaron convirtiéndose en la actual Sudamérica.

## Características
| Fórmula dentaria |   |    |   |    |   |    |   |
| i:               | 5 | c: | 1 | p: | 3 | m: | 4 |
| i:               | 4 | c: | 1 | p: | 3 | m: | 4 |

El cráneo se describe con el rostro alongado y hueso nasal expandido caudalmente. No se describe proceso paraoccipital. El bulbo timpánico está muy desarrollado y ocupa un área relativamente grande de la base del cráneo.
La fórmula dentaria es la que aparece en la tabla adjunta. Son animales poliprotodontos con una dentición caracterizada por incisivos con forma de espátula, dispuestos los de la mandíbula superior en forma de arco.
Como en la mayor parte de los marsupiales, el cerebro, está relativamente poco desarrollado, para tratarse de mamíferos, con circunvoluciones escasamente marcadas, aunque los lóbulos están bien delimitados.

## Clasificación
- Familia Microbiotheriidae
  - Género Dromiciops (Ameghino, 1894)
    - Dromiciops gliroides (Thomas, 1894)

  - Género Eomicrobiotherium† (Marshall, 1982)
  - Género Ideodelphys† (Ameghino, 1902)
    - Ideodelphys microscopicus† (Ameghino, 1902)

  - Género Khasia† (Marshall & de Muizon, 1988)
    - Khasia cordillerensis† (Marshall & de Muizon, 1988)

  - Género Microbiotherium† (Ameghino, 1887)
    - Microbiotherium acclinum†
    - Microbiotherium forticulum†
    - Microbiotherium gallegosense†
    - Microbiotherium patagonicum†
    - Microbiotherium tehuelchum†
    - Microbiotherium tortor†

  - Género Mirandatherium† (Paula Couto, 1952)
    - Mirandatherium alipioi† (Paula Couto, 1952)